# Firefox para Android
Firefox para Android (codinome Fenix, codinome anterior Fennec) é a compilação do navegador Mozilla Firefox para dispositivos ARM, como telefones celulares e assistentes pessoais digitais (PDAs). Firefox for mobile 1.0 usa a mesma versão do motor Gecko presente no Firefox 3.6 para computadores. Suas características incluem navegação por abas, gerenciador de senhas, reconhecimento de navegação local e a habilidade de sincronizar com o computador do usuário o navegador Firefox usando o Firefox Sync. O suporte inicial a plugins foi desativado por padrão, removendo a compatibilidade com os populares tipos de conteúdo da web, como o Adobe Flash. Em outubro de 2009, o Flash passou a ser suportado. A interface do utilizador é completamente redesenhada para a otimização de telas pequenas, os controles estão escondidso que somente são mostrados quando há conteúdo da web sendo mostrado na tela e usa métodos touchscreen para interação no lugar de arrastar as ações com um mouse.

## Nome
O nome de código usado para o Firefox for mobile é Fennec. Ela vem do Fennec Fox, uma pequena raposa do deserto (como o navegador Fennec é uma versão reduzida do navegador Firefox). Firefox para MeeGo Beta 5, lançado em 2009, foi o primeiro lançamento a ter marcas oficiais do Firefox, como  o Firefox e o logotipo. A versão do navegador foi reformulada passando da versão 2.0 para a versão 4.0 de forma a corresponder com as versões para desktop do Firefox, já que os motores de renderização usados em ambos os navegadores são os mesmos.

## Plataformas
Esta versão do Firefox está atualmente disponível para o Nokia MeeGo. O navegador é otimizado para o Nokia N900, que também está disponível no Nokia N810 e N800 Internet Tablets. A versão beta da versão 4.0 para Android e um alfa da versão 1.1 para Windows Mobile estão disponíveis. Após o anúncio do Windows Phone 7 e da decisão da Microsoft não lançar um kit de desenvolvimento nativas, o desenvolvimento para Windows Mobile foi colocada em espera. Se a Microsoft lançar um kit de desenvolvimento nativo no futuro para o seu Windows Phone 7 OS, então Mozilla vai considerar o desenvolvimento do Fennec na plataforma Windows Phone novamente.
A Mozilla não tem planos para desenvolver o Firefox para Palm WebOS , no entanto, uma porta não-oficial para o WebOS começou. Uma porta oficial também está disponível para o OpenPandora Handheld.
Tristan Nitot, presidente da Mozilla Europa, disse que é improvável que uma versão para iPhone ou um BlackBerry seja lançada, citando que a Apple não compete a aprovação das políticas de aplicação e é limitado sistema operacional BlackBerry como as razões. Não há planos para desenvolver Firefox para plataforma Symbian.
Enquanto as versões desktop não são suportados, versões para Microsoft Windows , Mac OS X e Linux estão disponíveis, essas versões são concebidas como uma forma de dar às pessoas que não têm um sistema operacional suportado a capacidade de localizar, experimentar e criar complementos.
| Sistema Operacional | Sistema Operacional                                                 | Última versão estável publicada | Última versão estendida publicada | Duração do suporte |
| --- | ------------------------------------------------------------------- | ------------------------------- | --------------------------------- | ------------------ |
| Android (incluindo o Android-x86) | 2.0                                                                 | 6.0.2 (ARMv7)                   | —                                 | 2011               |
| Android (incluindo o Android-x86) | 2.1                                                                 | 19.0.2 (ARMv6)                  | —                                 | 2012–2013          |
| Android (incluindo o Android-x86) | 2.1                                                                 | 19.0.2 (ARMv7)                  | —                                 | 2011–2013          |
| Android (incluindo o Android-x86) | 2.2                                                                 | 31.0 (ARMv7)                    | —                                 | 2011–2014          |
| Android (incluindo o Android-x86) | 2.2, 2.3, 3.0-3.2, 4.0, 4.1-4.3                                     | 31.0 (ARMv6)                    | 31.3.0esr (ARMv6)                 | 2012–2015          |
| Android (incluindo o Android-x86) | 2.3                                                                 | 47.0 (ARMv7)                    | —                                 | 2011–2016          |
| Android (incluindo o Android-x86) | 3.0-3.2                                                             | 45.0.2 (ARMv7)                  | —                                 | 2011–2016          |
| Android (incluindo o Android-x86) | 4.0                                                                 | 55.0.2 (ARMv7)                  | —                                 | 2011–2017          |
| Android (incluindo o Android-x86) | 4.0                                                                 | 55.0.2 (IA-32)                  | —                                 | 2013–2017          |
| Android (incluindo o Android-x86) | 4.1-4.3, 4.4                                                        | 68.11.0 (ARMv7)                 | —                                 | 2012-2020          |
| Android (incluindo o Android-x86) | 4.1-4.3, 4.4                                                        | 68.11.0 (IA-32)                 | —                                 | 2013-2020          |
| Android (incluindo o Android-x86) | 4.1-4.3, 4.4                                                        | 68.11.0 (x64)                   | —                                 | 2018-2020          |
| Android (incluindo o Android-x86) | 5.0-5.1, 6.0, 7.0-7.1, 8.0, 9.0, 10.0, 11.0, 12.0, 13.0, 14.0, 15.0 | 139.0 (ARMv7)                   | —                                 | desde 2014         |
| Android (incluindo o Android-x86) | 5.0-5.1, 6.0, 7.0-7.1, 8.0, 9.0, 10.0, 11.0, 12.0, 13.0, 14.0, 15.0 | 139.0 (IA-32)                   | —                                 | desde 2014         |
| Android (incluindo o Android-x86) | 5.0-5.1, 6.0, 7.0-7.1, 8.0, 9.0, 10.0, 11.0, 12.0, 13.0, 14.0, 15.0 | 139.0 (x64)                     | —                                 | desde 2018         |
| Android (incluindo o Android-x86) | 5.0-5.1, 6.0, 7.0-7.1, 8.0, 9.0, 10.0, 11.0, 12.0, 13.0, 14.0, 15.0 | 139.0 (ARM64)                   | —                                 | desde 2017         |
| Firefox OS | 2.0                                                                 | 31/32                           | —                                 | 2014–2015          |
| Firefox OS | 2.1                                                                 | 33/34                           | —                                 | 2014–2015          |
| Firefox OS | 2.2                                                                 | 35/36/37                        | —                                 | 2015               |
| Maemo | Maemo                                                               | 7.0                             | —                                 | 2010-2015          |
| Legenda: Versão descontinuada (sem suporte) • Versão em suporte estendido • Versão atual (estável) ↑ O suporte estendido do Firefox OS não segue as versões ESR do Firefox regular. |                                                                     |                                 |                                   |                    |